# Reull Vallis
La Reull Vallis è una struttura geologica della superficie di Marte.